# Francisco Goenaga
Francisco Goenaga, né en 1913 à Berriatua et mort à une date inconnue,, est un coureur cycliste espagnol. 
Il est notamment devenu champion d'Espagne de cyclo-cross en 1940.

## Biographie
Originaire du Pays basque, Francisco Goenaga passe professionnel en 1935. En 1936, il participe à la deuxième édition du Tour d'Espagne, où il se classe troisième d'une étape et treizième du classement général. Il continue ensuite sa carrière en brillant principalement au niveau local, dans le contexte de la guerre d'Espagne. 
Alors sociétaire de la Sociedad Ciclista Bilbaina, il connait son jour de gloire en 1940 en devenant champion d'Espagne de cyclo-cross.

## Palmarès sur route

### Par année
- 1938
  - Bilbao-Saint-Sébastien-Bilbao :
    - Classement général
    - 4e et 5e étapes

  - 2e de la Subida a Santo Domingo
  - 2e du championnat d'Espagne sur route
- 1939
  - 1re étape du Tour d'Alava
  - 2e du Tour d'Alava
  - 2e de la Cinturón de Bilbao
  - 2e de la Clásica a los Puertos
- 1940
  - 2e de la Cinturón de Bilbao
  - 2e de la Subida a Santo Domingo
  - 3e du GP Pascuas

### Résultats sur le Tour d'Espagne
1 participation
- 1936 : 13e

## Palmarès en cyclo-cross
- 1935
  - 3e du championnat d'Espagne de cyclo-cross
- 1940
  -  Champion d'Espagne de cyclo-cross